# Francisco Pereira de Moura
Francisco José da Cruz Pereira de Moura (Lisboa, 17 de abril de 1925 — 4 de abril de 1998) foi um economista e professor universitário português.

## Biografia
Licenciado em Finanças, em 1950, pelo Instituto Superior de Ciências Económicas e Financeiras da Universidade Técnica de Lisboa e Doutor em Economia, em 1961, pela mesma Universidade, Pereira de Moura viria a ser professor catedrático no Instituto Superior de Serviço Social de Lisboa, e mais tarde do Instituto Superior de Economia e Gestão, onde foi professor de grandes personalidades da vida económica e política de Portugal, como João Salgueiro, Francisco Louçã, entre outros.
Opositor do regime salazarista, fundou juntamente com outros companheiros de luta antifascista a Comissão Democrática Eleitoral (CDE), que viria a dar origem ao Movimento Democrático Português (MDP/CDE). Pelo partido, foi o 2º candidato com mais votos reportados nas eleições legislativas de 1969.
Participou na vigília da Capela do Rato, onde viria a ser preso pela Direcção-Geral de Segurança, a polícia política do regime, e demitido do seu lugar de professor do Instituto Superior de Economia. Seria sujeito a um longo período de escutas telefónicas pela PIDE.
Na sequência da Revolução de 25 de Abril de 1974, Francisco Pereira de Moura representou o Movimento Democrático Português (MDP/CDE) como ministro sem pasta no primeiro governo provisório de Adelino da Palma Carlos e no quarto governo provisório, e foi ministro dos assuntos sociais no quinto governo provisório de Vasco Gonçalves. Candidatar-se-ia como cabeça de seu partido nas eleições constituintes de 1975, obtendo 5 assentos parlamentares.
Propôs no primeiro governo a medida controversa de estabelecimento do salário mínimo em 6600 escudos (equivalente a 1.066,52 euros, taxa de conversão de 2015) sendo então o salário mínimo fixo a 3300 escudos, que no quarto governo viria a ser subido para 4000 escudos. e afirmou-se contra a indústria do turismo, declarando-a "a prostituição do país. Como ministro gonçalvista, viria a contribuir na determinação dos moldes de expropriações de propriedades estabelecidos nesse governo.
Com a normalização da situação política e económica em Portugal, retirou-se da vida política e regressou ao ensino superior, deixando vasta obra técnica na área da Economia.
A 9 de julho de 1957, foi agraciado com o grau de Oficial da Ordem da Instrução Pública. A 21 de abril de 1995, foi agraciado com o grau de Grande-Oficial da Ordem Militar de Sant'Iago da Espada.

## Trabalhos
- Estrutura da Economia Portuguesa (1954 - em colaboração);
- Estagnação ou Crescimento da Economia Portuguesa (1956);
- Estudo sobre a Indústria Portuguesa  (1956 - orientação e colaboração);
- Localização das Indústrias e Desenvolvimento Económico (1960);
- Lições de Economia (1961);
- Problemas Fundamentais da Economia (1962);
- Planeamento Industrial e Desenvolvimento Regional (1967);
- Análise Económica da Conjuntura (1969);
- Por onde Vai a Economia Portuguesa? (1969);
- A Inflação e os Trabalhadores (1973);
- A Banca, Estado Social e a Expansão dos Lucros (1973).
- Ciclos Políticos e Modelos Político-Econométricos (1981);
- O Ensino da Teoria Geral de Keynes no ISCEF/ISE (Lisboa, 1986);
- Problemas do Ensino da Economia no Primeiro Ano da Universidade (Lisboa, 1989);
- Voltando a Ler a Linha de Rumo (1991).